# مارك داي
مارك داي (بالإنجليزية: Mark Day)‏ هو سائق سباق أمريكي، ولد في 21 سبتمبر 1961 في كلاركسفيل في الولايات المتحدة.